# Seznam dílů seriálu Crazy Ex-Girlfriend
Toto je seznam dílů seriálu Crazy Ex-Girlfriend. Americký komediálně-dramatický seriál Crazy Ex-Girlfriend byl vysílán v letech 2015–2019 na stanici The CW, celkem vzniklo 62 dílů ve čtyřech řadách.

## Přehled řad
| Řada | Díly | Premiéra v USA | Premiéra v USA |
| Řada | Díly | První díl      | Poslední díl   |
| ---- | ---- | -------------- | -------------- |
| 1    | 18   | 12. října 2015 | 18. dubna 2016 |
| 2    | 13   | 21. října 2016 | 3. února 2017  |
| 3    | 13   | 13. října 2017 | 16. února 2018 |
| 4    | 18   | 12. října 2018 | 5. dubna 2019  |

## Seznam dílů

### První řada (2015–2016)
| Č. v seriálu | Č. v řadě | Původní název                                     | Režie                    | Scénář                             | Premiéra v USA     |
| ------------ | --------- | ------------------------------------------------- | ------------------------ | ---------------------------------- | ------------------ |
| 1            | 1         | Josh Just Happens to Live Here!                   | Marc Webb                | Rachel Bloom a Aline Brosh McKenna | 12. října 2015     |
| 2            | 2         | Josh's Girlfriend Is Really Cool!                 | Don Scardino             | Rachel Bloom a Aline Brosh McKenna | 19. října 2015     |
| 3            | 3         | I Hope Josh Comes to My Party!                    | Tamra Davis              | Rachel Bloom a Aline Brosh McKenna | 26. října 2015     |
| 4            | 4         | I'm Going on a Date with Josh's Friend!           | Stuart McDonald          | Erin Ehrlich                       | 2. listopadu 2015  |
| 5            | 5         | Josh and I Are Good People!                       | Alex Hardcastle          | Michael Hitchcock                  | 9. listopadu 2015  |
| 6            | 6         | My First Thanksgiving with Josh!                  | Joanna Kerns             | Rene Gube                          | 16. listopadu 2015 |
| 7            | 7         | I'm So Happy that Josh Is So Happy!               | Lawrence Trilling        | Sono Patel                         | 23. listopadu 2015 |
| 8            | 8         | My Mom, Greg's Mom and Josh's Sweet Dance Moves!  | Steven Tsuchida          | Rachel Specter a Audrey Wauchope   | 30. listopadu 2016 |
| 9            | 9         | I'm Going to the Beach with Josh and His Friends! | Kenny Ortega             | Dan Gregor a Doug Mand             | 25. ledna 2016     |
| 10           | 10        | I'm Back at Camp with Josh!                       | Michael Schultz          | Jack Dolgen                        | 1. února 2016      |
| 11           | 11        | That Text Was Not Meant for Josh!                 | Daisy von Scherler Mayer | Elisabeth Kiernan Averick          | 8. února 2016      |
| 12           | 12        | Josh and I Work on a Case!                        | Steven Tsuchida          | Rachel Bloom a Aline Brosh McKenna | 22. února 2016     |
| 13           | 13        | Josh and I Go to Los Angeles!                     | Michael Patrick Jann     | Aline Brosh McKenna                | 29. února 2016     |
| 14           | 14        | Josh Is Going to Hawaii!                          | Erin Ehrlich             | Sono Patel                         | 7. března 2016     |
| 15           | 15        | Josh Has No Idea Where I Am!                      | Steven Tsuchida          | Rachel Bloom a Aline Brosh McKenna | 21. března 2016    |
| 16           | 16        | Josh's Sister Is Getting Married!                 | Alex Hardcastle          | Rachel Specter a Audrey Wauchope   | 28. března 2016    |
| 17           | 17        | Why Is Josh in a Bad Mood?                        | Joanna Kerns             | Jack Dolgen                        | 11. dubna 2016     |
| 18           | 18        | Paula Needs to Get Over Josh!                     | Aline Brosh McKenna      | Rene Gube                          | 18. dubna 2016     |

### Druhá řada (2016–2017)
| Č. v seriálu | Č. v řadě | Původní název                                    | Režie                | Scénář                                        | Premiéra v USA     |
| ------------ | --------- | ------------------------------------------------ | -------------------- | --------------------------------------------- | ------------------ |
| 19           | 1         | Where Is Josh's Friend?                          | Marc Webb            | Rachel Bloom, Aline Brosh McKenna a Marc Webb | 21. října 2016     |
| 20           | 2         | When Will Josh See How Cool I Am?                | Jay Chandrasekhar    | Rene Gube                                     | 28. října 2016     |
| 21           | 3         | All Signs Point to Josh… Or Is It Josh's Friend? | Stuart McDonald      | Rachel Specter a Audrey Wauchope              | 4. listopadu 2016  |
| 22           | 4         | When Will Josh and His Friend Leave Me Alone?    | Paul Briganti        | Erin Ehrlich                                  | 11. listopadu 2016 |
| 23           | 5         | Why Is Josh's Ex-Girlfriend Eating Carbs?        | Erin Ehrlich         | Sono Patel                                    | 18. listopadu 2016 |
| 24           | 6         | Who Needs Josh When You Have a Girl Group?       | Stuart McDonald      | Jack Dolgen                                   | 2. prosince 2016   |
| 25           | 7         | Who's the Cool Girl Josh Is Dating?              | Jude Weng            | Michael Hitchcock                             | 9. prosince 2016   |
| 26           | 8         | Who Is Josh's Soup Fairy?                        | Linda Mendoza        | Rachel Specter a Audrey Wauchope              | 6. ledna 2017      |
| 27           | 9         | When Do I Get to Spend Time with Josh?           | Kabir Akhtar         | Rachel Bloom a Aline Brosh McKenna            | 6. ledna 2017      |
| 28           | 10        | Will Scarsdale Like Josh's Shayna Punim?         | Alex Hardcastle      | Dan Gregor a Doug Mand                        | 13. ledna 2017     |
| 29           | 11        | Josh Is the Man of My Dreams, Right?             | Michael Patrick Jann | Elisabeth Kiernan Averick                     | 20. ledna 2017     |
| 30           | 12        | Is Josh Free in Two Weeks?                       | Alex Hardcastle      | Katie Schwartz                                | 27. ledna 2017     |
| 31           | 13        | Can Josh Take a Leap of Faith?                   | Aline Brosh McKenna  | Aline Brosh McKenna                           | 3. února 2017      |

### Třetí řada (2017–2018)
| Č. v seriálu | Č. v řadě | Původní název                       | Režie               | Scénář                                         | Premiéra v USA     |
| ------------ | --------- | ----------------------------------- | ------------------- | ---------------------------------------------- | ------------------ |
| 32           | 1         | Josh's Ex-Girlfriend Wants Revenge. | Erin Ehrlich        | Rachel Bloom a Aline Brosh McKenna             | 13. října 2017     |
| 33           | 2         | To Josh, With Love.                 | Kabir Akhtar        | Rachel Specter a Audrey Wauchope               | 20. října 2017     |
| 34           | 3         | Josh Is A Liar.                     | Stuart McDonald     | Michael Hitchcock                              | 27. října 2017     |
| 35           | 4         | Josh's Ex-Girlfriend Is Crazy.      | Joseph Kahn         | Rachel Bloom a Aline Brosh McKenna             | 3. listopadu 2017  |
| 36           | 5         | I Never Want to See Josh Again.     | Stuart McDonald     | Jack Dolgen                                    | 10. listopadu 2017 |
| 37           | 6         | Josh Is Irrelevant.                 | Max Winkler         | Rachel Bloom, Aline Brosh McKenna a Ilana Peña | 17. listopadu 2017 |
| 38           | 7         | Getting Over Jeff.                  | Stuart McDonald     | Erin Erlich                                    | 8. prosince 2017   |
| 39           | 8         | Nathaniel Needs My Help!            | Jude Weng           | Rachel Specter a Audrey Wauchope               | 5. ledna 2018      |
| 40           | 9         | Nathaniel Gets the Message!         | Kabir Akhtar        | Elisabeth Kiernan Averick                      | 12. ledna 2018     |
| 41           | 10        | Oh Nathaniel, It's On!              | Jude Weng           | Sono Patel                                     | 26. ledna 2018     |
| 42           | 11        | Nathaniel and I Are Just Friends!   | Erin Ehrlich        | Rene Gube                                      | 2. února 2018      |
| 43           | 12        | Trent?!                             | Stuart McDonald     | Dan Gregor a Doug Mand                         | 9. února 2018      |
| 44           | 13        | Nathaniel Is Irrelevant.            | Aline Brosh McKenna | Aline Brosh McKenna a Michael Hitchcock        | 16. února 2018     |

### Čtvrtá řada (2018–2019)
| Č. v seriálu | Č. v řadě | Původní název                                                         | Režie                            | Scénář                                        | Premiéra v USA     |
| ------------ | --------- | --------------------------------------------------------------------- | -------------------------------- | --------------------------------------------- | ------------------ |
| 45           | 1         | I Want to Be Here                                                     | Stuart McDonald                  | Rachel Bloom                                  | 12. října 2018     |
| 46           | 2         | I Am Ashamed                                                          | Rachel Specter a Audrey Wauchope | Erin Ehrlich                                  | 19. října 2018     |
| 47           | 3         | I'm on My Own Path                                                    | Jude Weng                        | Alden Derck                                   | 26. října 2018     |
| 48           | 4         | I'm Making Up for Lost Time                                           | Stuart McDonald                  | Elisabeth Kiernan Averick                     | 2. listopadu 2018  |
| 49           | 5         | I'm So Happy for You                                                  | Erin Ehrlich                     | Ilana Peña                                    | 9. listopadu 2018  |
| 50           | 6         | I See You                                                             | Dan Gregor                       | Jack Dolgen                                   | 16. listopadu 2018 |
| 51           | 7         | I Will Help You                                                       | Kabir Akhtar                     | Aline Brosh McKenna                           | 30. listopadu 2018 |
| 52           | 8         | I'm Not the Person I Used to Be                                       | Stuart McDonald                  | Rene Gube                                     | 7. prosince 2018   |
| 53           | 9         | I Need Some Balance                                                   | Kimmy Gatewood                   | Elizabeth Kiernan Averick                     | 11. ledna 2019     |
| 54           | 10        | I Can Work with You                                                   | Kabir Akhtar                     | Rachel Specter a Audrey Wauchope              | 18. ledna 2019     |
| 55           | 11        | I'm Almost over You                                                   | Erin Ehrlich                     | Michael Hitchcock                             | 25. ledna 2019     |
| 56           | 12        | I Need a Break                                                        | Jack Dolgen                      | Ilana Peña                                    | 1. února 2019      |
| 57           | 13        | I Have to Get Out                                                     | Stuart McDonald                  | Rene Gube                                     | 8. února 2019      |
| 58           | 14        | I'm Finding My Bliss                                                  | Kabir Akhtar                     | Elisabeth Kiernan Averick a Michael Hitchcock | 15. března 2019    |
| 59           | 15        | I Need to Find My Frenemy                                             | Stuart McDonald                  | Alden Derck a Aline Brosh McKenna             | 22. března 2019    |
| 60           | 16        | I Have a Date Tonight                                                 | Dan Gregor                       | Erin Ehrlich                                  | 29. března 2019    |
| 61           | 17        | I'm in Love                                                           | Aline Brosh McKenna              | Aline Brosh McKenna a Rachel Bloom            | 5. dubna 2019      |
| 62           | 18        | Yes, It's Really Us Singing: The Crazy Ex-Girlfriend Concert Special! | Marty Pasetta, Jr.               | Rachel Bloom, Adam Schlesinger a Jack Dolgen  | 5. dubna 2019      |